# Paracricotopus irregularis
Paracricotopus irregularis är en tvåvingeart som beskrevs av Niitsuma 1990. Paracricotopus irregularis ingår i släktet Paracricotopus och familjen fjädermyggor. Inga underarter finns listade i Catalogue of Life.